# Leando (Iowa)
Leando es un lugar designado por el censo ubicado en el condado de Van Buren en el estado estadounidense de Iowa. En el Censo de 2010 tenía una población de 115 habitantes y una densidad poblacional de 21,67 personas por km².

## Geografía
Leando se encuentra ubicado en las coordenadas 40°49′16″N 92°4′28″O / 40.82111, -92.07444. Según la Oficina del Censo de los Estados Unidos, Leando tiene una superficie total de 5.31 km², de la cual 5.08 km² corresponden a tierra firme y (4.29%) 0.23 km² es agua.

## Demografía
Según el censo de 2010, había 115 personas residiendo en Leando. La densidad de población era de 21,67 hab./km². De los 115 habitantes, Leando estaba compuesto por el 100% blancos, el 0% eran afroamericanos, el 0% eran amerindios, el 0% eran asiáticos, el 0% eran isleños del Pacífico, el 0% eran de otras razas y el 0% pertenecían a dos o más razas. Del total de la población el 0% eran hispanos o latinos de cualquier raza.